# Скачок цен на акции GameStop
В январе 2021 года начался шорт-сквиз в акциях (и ряда других ценных бумаг) американской компании по продаже видеоигр «GameStop» на различных фондовых биржах, инициированный пользователями форума r/wallstreetbets на Reddit. Это привело к серьёзным финансовым потерям для некоторых крупных игроков-«медведей» на фондовом рынке США, в частности, хедж-фондов, таких как Citadel LLC, Mеlvin Capital, Susquehanna International Group и других.
Шорт-сквиз был преднамеренно заторможен остановкой возможности покупки акций Gamestop и ряда других компаний, но по состоянию на 22 ноября 2021 года, он до сих пор продолжается.
Скоординированная покупка мелкими инвесторами для поддержания акций GameStop за две недели увеличила стоимость данных акций с 20 долларов до почти 86.88$ за акцию, что привело к больши́м убыткам по открытым коротким позициям крупных игроков рынка, которые намеренно «валили» курс с целью заработать на падении, при этом не имея на руках самих акций. Они брали большое количество акций в долг и сразу продавали их с целью последующей покупки на дату их возврата по цене ниже цены своей продажи.
Перед шорт-сквизом около 140 % акций GameStop были проданы в шорт. Хотя продажа в шорт несуществующих акций запрещена после кризиса 2008 года, одна и та же акция может быть продана в шорт последовательно несколькими фондами, так получается процент продаж в шорт больше 100. Покупка акций для покрытия этих позиций по мере роста цены вызвала дальнейший цепной рост цены.
28 января несколько брокерских компаний, в том числе Robinhood, Webull, TDameritrade остановили покупку GameStop и других ценных бумаг, позже сославшись на свою неспособность разместить достаточное обеспечение в клиринговой палате для выполнения заказов своих клиентов. Это решение вызвало критику и обвинения в манипулировании рынком со стороны видных политиков и бизнесменов всего политического спектра. Были поданы групповые иски против Robinhood в окружные суды США Южного округа Нью-Йорка и Северного округа Иллинойса.
Цены на многие другие ценные бумаги, по которым короткие позиции превышали суммарную капитализацию, также выросли. В ответ на то, что брокеры прекратили покупку GameStop и других ценных бумаг, также увеличилась общая рыночная капитализация криптовалют, что некоторые эксперты связывают с тем, что хедж-фонды могли использовать их для манипуляции ценой акциями GameStop.

## Ситуация

### Короткие продажи и шорт-сквиз
Короткие продажи — это финансовая практика, при которой инвестор, известный как продавец в короткую, берёт в долг акции и немедленно продаёт их, надеясь выкупить их позже (сделать «покрытие») по более низкой цене, возвратить заёмные акции (плюс проценты) кредитору и получить прибыль от разницы. Эта практика несёт в себе неограниченный риск убытков, потому что нет ограничений на то, как высоко может вырасти цена акции. Это контрастирует с открытием длинной позиции (просто владением акциями), когда убытки инвестора ограничиваются стоимостью их первоначальных инвестиций (то есть убыток может составлять не более 100 %). Например, если занимающийся короткими продажами инвестор занимает акции по 20 $, а затем покрывает по 50 $ (то есть акции выросли на 150 %), он в этой ситуации теряет 30 $ на акцию, что представляет собой убыток в 150 %. Один из способов ограничить такие убытки — это использовать хеджирование, например покупать колл-опционы по страйк-ценам, которые выше текущей рыночной цены.
Инвесторы, занимающиеся короткими продажами, подвергаются риску возникновения шорт-сквиза, который реализуется, когда цена акций резко возрастает (например, на волне внезапных благоприятных новостей). В такой ситуации инвесторы вынуждены выкупать акции, которые они изначально продали, чтобы не допустить роста своих убытков. Покупка акций для покрытия своих коротких позиций повышает цену этих акций, тем самым побуждая других инвесторов покрывать свои короткие позиции путем покупки акций. Это может привести к цепной реакции покупок акций и ещё большему скачку их стоимости.
По данным на 22 января 2021 года примерно 140 % акций GameStop в свободном обращении было проданы в шорт (так называемый short interest), что означает, что некоторые акции были отданы в заём дважды. Из-за возможных манипуляций и скрытия своих «коротких позиций» хедж-фондами, истинный short interest акций GameStop неизвестен. Наблюдатели, собравшиеся вокруг раздела Реддита r/wallstreetbets, полагали, что компания GameStop была значительно недооценена, и при таком большом количестве открытых коротких позиций они могут спровоцировать шорт-сквиз, если поднимут цену до точки, когда открывшие короткие позиции будут вынуждены их закрыть с большими потерями. Чтобы разогнать цену акции до уровня, когда компании начнут в спешке закрывать свои короткие позиции пользователями сабреддита был применён «гамма-сквиз», то есть пользователи скупали не сами акции, а опционы на эти акции, которые стоили куда дешевле. Через некоторое время фирмы-маркетмейкеры, выпускающие опционы, были вынуждены закупить акции GameStop, чтобы иметь возможность обеспечить свои опционы, что вызвало первоначальный рост цен, впоследствии усиленный шорт-сквизом и возникшим спекулятивным ажиотажем вокруг этих акций.

### GameStop

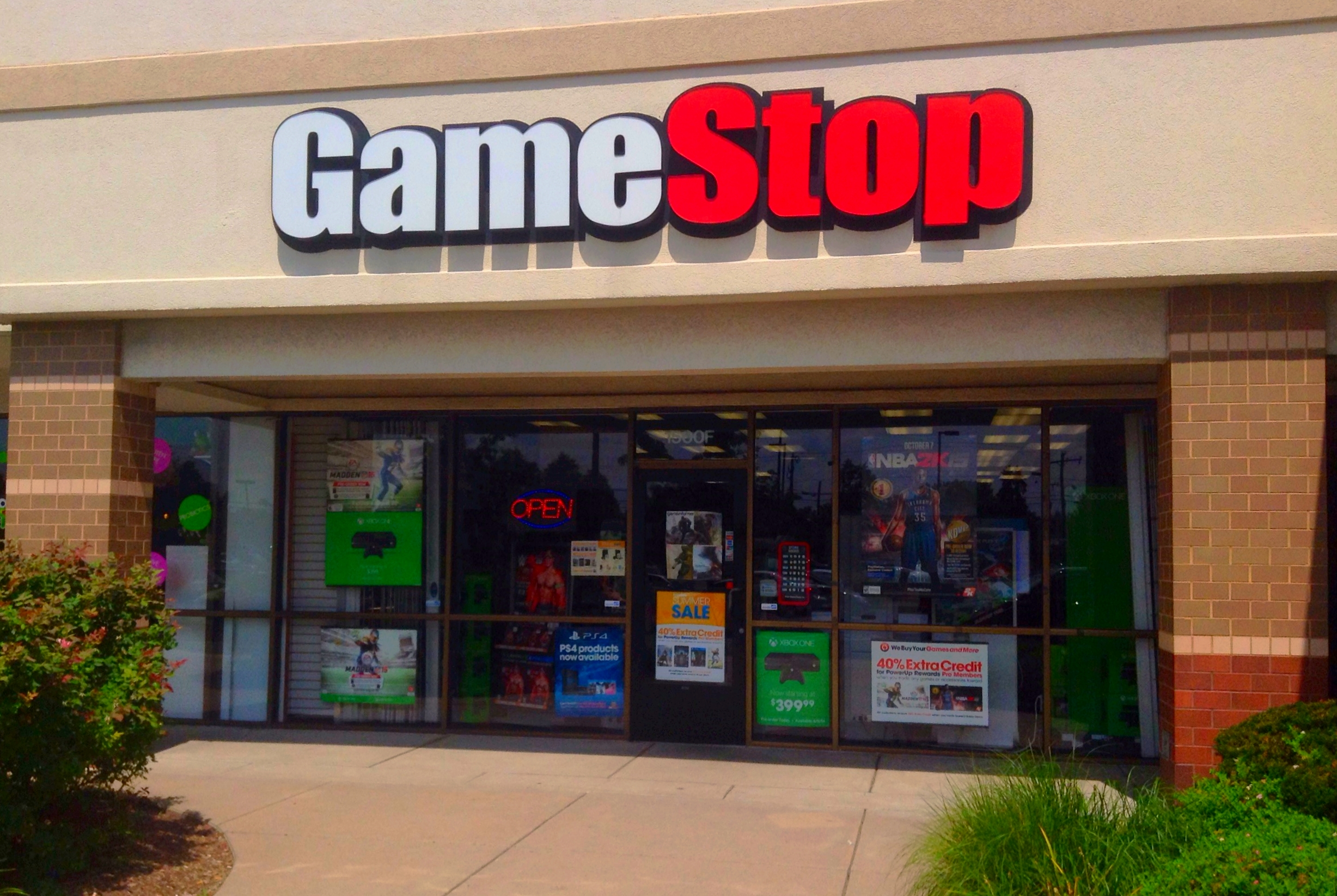
Магазин GameStop в 2014 году

GameStop, американская сеть магазинов продажи видеоигр на физических носителях, был в затруднительной ситуации в последние годы из-за конкуренции со стороны цифрового распространения компьютерных игр, а также экономических последствий пандемии COVID-19, из-за которых сократилось число покупателей. В результате цена акций GameStop упала, из-за чего многие институциональные инвесторы решили продавать их в короткую. Однако в сентябре 2020 года Райан Коэн (бывший генеральный директор онлайн-магазина кормов для домашних животных Chewy) сообщил о значительных инвестициях в GameStop и вошёл в состав совета директоров компании, что, однако, не повлияло на цену акций, это заставило некоторых инвесторов предположить, что акции GameStop недооценены.

### r/wallstreetbets
r/wallstreetbets — это раздел, или сабреддит, сайта социальных новостей Reddit. Этот сабреддит посвящён операциям с акциями с высоким риском. Ещё до случившегося шорт-сквиза в этом разделе был замечен интерес к акциям GameStop (тикер : GME). Один из пользователей, Кейт Гилл, известный на сайте как u/DeepFuckingValue и в других социальных сетях как Roaring Kitty («Ревущий котёнок») приобрёл колл-опционы на сумму около 53 тыс. $ в 2019 году, а к 27 января 2021 года его позиция выросла до 48 млн $. Гилл, 34-летний специалист по маркетингу и дипломированный финансовый аналитик (CFA) из Массачусетса, заявил, что начал инвестировать в GameStop летом 2019 года, считая, что его акции недооценены. Гилл поделился планами своих инвестиций в r/wallstreetbets и регулярно сообщал о своих результатах, в том числе и об убытках. 29 января 2021 года Гилл заявил, что «думал, что эта сделка будет успешной», но «никогда не ожидал того, что произошло на прошлой неделе».
27 января Mashable сообщил, что сабреддит r/wallstreetbets побил рекорды просмотров страниц из-за шорт-сквиза, получив 73 млн просмотров за 24 часа. 29 января сообщество увеличилось с 1,5 миллиона пользователей до 6 миллионов участников. Во время шорт-сквиза r/wallstreetbets стал самым быстрорастущим сабреддитом в неделю, увеличив количество участников более чем на 2 млн в период с 22 по 29 января.

### Возможные причины сложившейся ситуации
Из-за пандемии COVID-19 потребительские расходы в целом были значительно ниже, чем обычно. Кроме того, в руках инвесторов было больше денег из-за исторически низких процентных ставок и невозможности потратить свои деньги в другом месте. Среди других возможных факторов — культура массовых азартных игр на фондовом рынке в надежде быстро заработать, озлобление некоторых инвесторов на хедж-фонды Уолл-стрит за их роль в финансовом кризисе 2007—2008 годов, а также общая демократизация фондового рынка в сочетании с возможностью розничных трейдеров мгновенно общаться через социальные сети.

## Влияние

### Хедж-фонды
За январь 2021 года инвестиционный фонд Melvin Capital, занимающийся короткими продажами GameStop, потерял 53 % своей стоимости. В конце января Citadel LLC и её партнерам пришлось инвестировать 2 млрд $ в Melvin, а Point72 Asset Management добавить 750 млн $, в результате чего общий объём экстренных финансовых вливаний в этот фонд составил 2,75 млрд $, прежде чем Melvin Capital заявил о закрытии коротких позиций. Точная сумма не разглашается. Сообщается, что другой хедж-фонд, Citron Research, также смог покрыть короткие позиции на эту акцию с полным убытком. По данным Morgan Stanley, ряд хедж-фондов закрыли свои короткие позиции и продали акции в своем портфеле, чтобы уменьшить кредитное плечо и объём вложений, что стало одним из самых крупных таких действий за 10 лет. Фонд Maplelane Capital потерял 45 % активов. Игравшие вдолгую фонды сумели хорошо заработать: Senvest Management LLC начал покупать акции GameStop в сентябре 2020 по цене около 10 $ и заработал на них примерно 700 млн $, обеспечив в январе прибыль 38 %. 26 января 2021 года сообщалось, что шортисты из-за шорт-сквиза потеряли в общей сложности 6 млрд $. Данные Ortex показали, что по состоянию на 27 января убыточные короткие позиции имели более 5000 американских фирм, а их убытки по коротким позициям превысили 70 млрд $.
Несмотря на распространяемую в СМИ информацию о прекращении торговлей хедж-фондами, по мнению пользователей Реддита, главные инвесторы в лице крупнейших хедж-фондов и маркет-мейкеров находились в «коротких позициях», пряча и скрывая их с помощью свопов и опционах PUT.